# Громадські організації УРСР
Громадські організації УРСР — громадські товариства і об'єднання — складова частина політичної системи тоталітарного суспільства в СРСР. Проголошувалися радянською владою добровільними самодіяльними громадськими організаціями, які утворюються та діють на основі законних інтересів і прав їхніх членів. Законодавчо вони мали право висувати кандидатів в депутати Рад депутатів трудящих, вводити своїх представників до складу колегіальних органів державного управління, а також брати участь у формуванні виборчих комісій по виборах до Рад та у правотворчій діяльності державних органів. Однак фактично структури громадського характеру в СРСР не мали можливості протидіяти державним інституціям і змушені були здійснювати свої завдання відповідно до інтересів правлячої партії. За законом радянського уряду від 3 серпня 1922 всі громади і спілки, які «не переслідували цілей здобуття прибутків», підлягали перереєстрації в органах радянської влади. Ті, які відмовлялися діяти в рамках цього закону, мали припинити свою діяльність.
Основними типами громадських товариств і об'єднань, що діяли в УСРР, були: професійні спілки, кооперативи, організації молоді, жінок, добровільні товариства і союзи (наукові, інженерно-технічні, оборонні, спортивні, культурно-просвітні, в галузі взаємодопомоги та соціальної допомоги), творчі об'єднання в галузі літератури і мистецтва. Релігійні об'єднання громадян не були включені владою до радянської політичної системи. Оскільки розвиток громадських інституцій в Україні обмежувався інтересами загально-союзного державного центру, діяльність тих національних суспільних структур громадського характеру, які могли сприяти розвиткові української національної державності, була припинена.
Громадські товариства й об'єднання будувалися і функціонували за принципами «демократичного централізму» і класового підходу, тобто як централізовані організації, жорстко підпорядковані відповідним ЦК, характер діяльності яких суворо визначався політикою СРСР. Членство у цих організаціях формально було добровільним, але нерідко набувало примусового характеру, зокрема внаслідок доповнення принципу індивідуального членства колективним, коли за директивами партійно-державних органів до громадських організацій вступали колективи підприємств.
Місце й роль громадських товариств і об'єднань у політичній системі радянського суспільства визначалися особливостями розвитку цієї системи. У період «воєнного комунізму» вони функціонували як безпосередні апарати тоталітарної влади. Після проголошення нової економічної політики громадські товариства набули функції «передавального пасу» між трудящими і диктатурою правлячої партії. 1920-ті рр. були добою найбільшої активності й урізноманітнення радянських громадських організацій і об'єднань. 1928 в Україні налічувалося близько 60 добровільних товариств проти 14 на початку 1920-х рр.
Подальша зміна політичного курсу правлячої партії істотно не вплинула на місце й роль громадських організацій у радянській політичній системі, хоча позначилася на їхньому розвиткові та діяльності. Політика зміцнення системи командно-адміністративного управління, яка проводилася правлячою партією в наступному десятилітті, призвела до ліквідації 1932 багатьох із них (зокрема, численних громад і товариств у галузі літератури і мистецтва, деяких кооперативних об'єднань). Протягом наступних десятиліть нові громадські організації, за винятком «Радянського комітету захисту миру» (1949) і спортивних товариств, практично не створювалися. Проте т. зв. хрущовська відлига і економічна лібералізація тимчасово пожвавили активність громадськості, це сприяло виникненню багатьох формальних і навіть неформальних (див. Українська робітничо-селянська спілка 1959—1961) громадських товариств і об'єднань. Роки т. зв. застою виявилися застійними і для офіційних громадських об'єднань. Тоді були створені лише 3 формальні громадські організації — «Радянський комітет за європейську безпеку і співробітництво» (1971), «Всесоюзне агентство з авторських прав» (1973), «Всесоюзне добровільне товариство аматорів книги» (1974), проте 1976 утворилася перша неформальна організація українського визвольного руху — Українська громадська група сприяння виконанню Гельсінкських угод.
Горбачовська політика гласності й демократизації (див. Перебудова) сприяла появі численних неформальних громадських інституцій в УРСР, насамперед національного характеру, більшість яких була об'єднана в Народний рух України. Ці інституції брали участь у поваленні тоталітарного режиму й встановленні 1991 державної незалежності України.